# Peleteria meridionalis
Peleteria meridionalis är en tvåvingeart som först beskrevs av Jean-Baptiste Robineau-Desvoidy 1830.  Peleteria meridionalis ingår i släktet Peleteria och familjen parasitflugor. Inga underarter finns listade i Catalogue of Life.